# McLaren MP4-18
O MP4-18 seria o carro da equipe McLaren para a temporada 2003. Mas por problemas de confiabilidade virou carro de testes para o desenvolvimento do modelo MP4-19 para a temporada 2004.
McLaren